# Каталонський політехнічний університет
Каталонський політехнічний університет (кат. Universitat Politècnica de Catalunya катал, pronounced [uniβəɾsiˈtat puliˈtɛŋnikə ðə kətəˈluɲə], ісп. Universidad Politécnica de Cataluña; UPC), який зараз називається BarcelonaTech, є найбільшим інженерним університетом у Каталонії, Іспанія. Він також пропонує програми з інших дисциплін, таких як математика та архітектура.
Цілі UPC базуються на інтернаціоналізації, оскільки це один із європейських технічних університетів з найбільшою кількістю міжнародних аспірантів та університет із найбільшою часткою міжнародних студентів магістратури. UPC — це університет, який прагне досягти найвищого рівня інженерної/технічної досконалості та має двосторонні угоди з кількома європейськими університетами з найвищим рейтингом.
UPC є членом мережі Top International Managers in Engineering, яка дозволяє обмінюватися студентами між провідними європейськими інженерними школами. Він також є членом кількох університетських федерацій, включаючи Конференцію європейських шкіл передової інженерної освіти та досліджень ( CESAER ) і UNITECH. UPC також є материнською установою Institut Barcelona d'Estudis Internationals (IBEI).

## Рейтинги
UPC незмінно входить до числа провідних європейських університетів у галузі технологій та інженерії. US News & World Report, наприклад, ставить його на 36-е місце в світі за інформатикою та 60-е за інженерією. QS World University Rankings також відносить UPC до 50 найкращих університетів світу в таких дисциплінах, як архітектура, цивільне будівництво, електротехніка та електроніка, телекомунікаційна інженерія, приладобудування та технології та дистанційне зондування.

## Школи
- Східна інженерна школа Барселони (EEBE)
- Школа телекомунікацій та аерокосмічної техніки Кастельдефельса (EETAC)
- Барселонська школа будівництва будівель (EPSEB)
- Інженерна школа Манреси (EPSEM)
- Інженерна школа Vilanova i la Geltru (EPSEVG)
- Барселонська школа сільськогосподарської інженерії (ESAB)
- Террасська школа промислової, аерокосмічної та аудіовізуальної техніки (ESEIAAT)
- Барселонська школа архітектури (ETSAB)
- Школа архітектури Валлеса (ETSAV)
- Барселонська школа цивільного будівництва (ETSECCPB)
- Школа промислової інженерії Барселони (ETSEIB)
- Барселонська школа інформатики (FIB)
- Барселонська школа телекомунікаційної інженерії (ETSETB)
- Школа математики та статистики (FME)
- Барселонська школа морських досліджень (FNB)
- Школа оптики та оптометрії Terrassa (FOOT)
- Міждисциплінарний центр вищої освіти (CFIS)
- Центр обробки зображень і мультимедійних технологій (CITM)

Дочірні школи
- Барселонський інститут міжнародних досліджень (IBEI)
- Бізнес-школа університету Юнсет (EUNCET)
- Бізнес-школа університету EAE (EAE)

## UPC Кафедри ЮНЕСКО
- Càtedra UNESCO de Direcció Universitària (CUDU) – кафедра менеджменту вищої освіти ЮНЕСКО
- Càtedra UNESCO de Mètodes Numèrics en Enginyeria de la UPC – Кафедра чисельних методів в інженерії ЮНЕСКО
- Càtedra UNESCO de Sostenibilitat – кафедра сталого розвитку ЮНЕСКО
- Càtedra UNESCO en Salut Visual i Desenvolupament – кафедра бачення та розвитку ЮНЕСКО
- Càtedra UNESCO en Tècnica i Cultura – кафедра технології та культури ЮНЕСКО

## Дослідницькі центри UPC
UPC має ряд дослідницьких центрів.
- BSC – Барселонський суперкомп’ютерний центр
- CCABA – передовий широкосмуговий комунікаційний центр
- CD6 – Центр розробки сенсорів, приладів і систем
- CDPAC – Cen. de Documentació de Projectes d'Arquitectura de Catalunya
- CEBIM – Центр молекулярної біотехнології
- CERpIE – C. Recerca i Desenv. per a la Millora i Innov.de les Empreses
- CETpD-UPC -Tech. Дослідження Cen. для догляду за особами та автономного життя
- CPSV- Центр земельної політики та оцінки
- CRAE – Center de Recerca de l'Aeronàutica i de l'Spai
- CRAHI – Center de Recerca Aplicada en Hidrometeorologia
- CRAL – Центр досліджень та послуг для місцевої адміністрації
- CIMNE – Міжнародний центр чисельних методів в інженерії
- CREB – дослідницький центр біомедичної інженерії
- CREMIT – Центр двигунів і теплових установок
- CRNE – Центр досліджень наноінженерії
- LACÀN – Спеціальний дослідницький центр чисельних методів у прикладних науках та техніці
- LIM/UPC – Морська інженерна лабораторія
- LITEM – Laboratori per a la Innovació Tecnològica d'Estructures i Materials
- MCIA – Центр інноваційної електроніки. Контроль руху та промислове застосування
- PERC-UPC – Дослідницький центр силової електроніки
- TALP – Centre de Tecnologies i Aplicacions del Llenguatge i la Parla
- TIEG – Terrassa Industrial Electronics Group

## Галерея

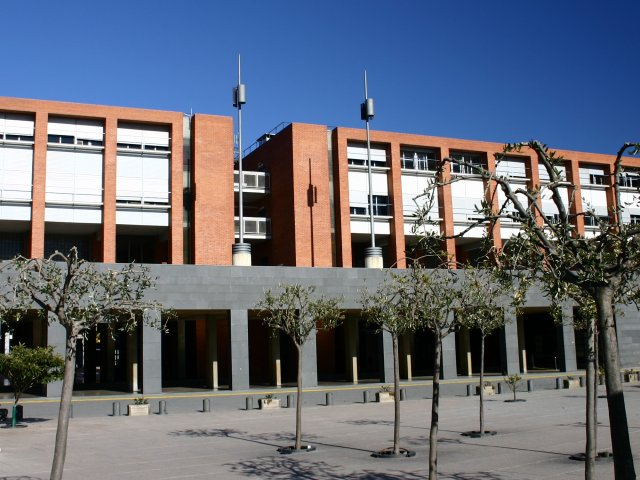
Північний кампус Барселони
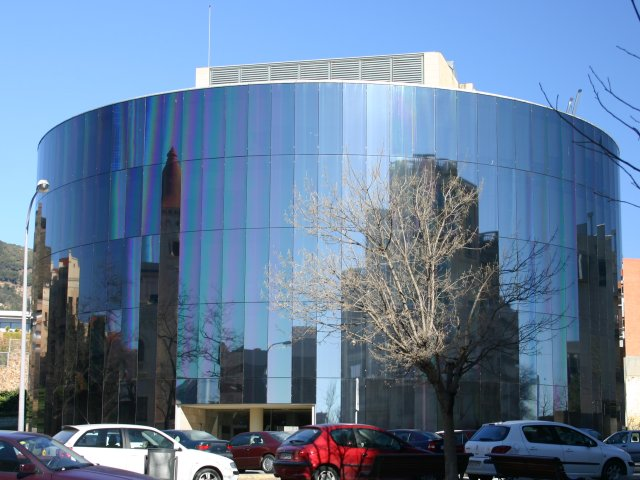
Будівля Nexus у північному кампусі UPC
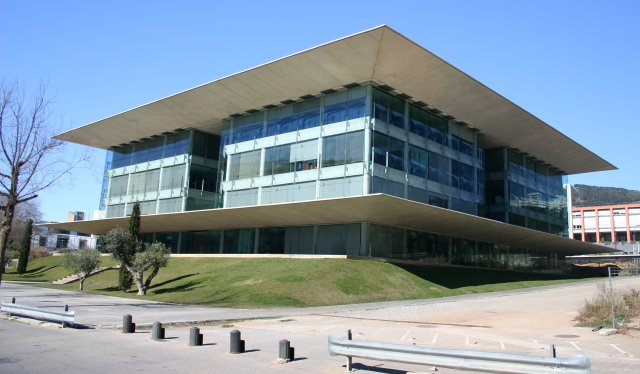
Будівля Nexus 2, Північний кампус
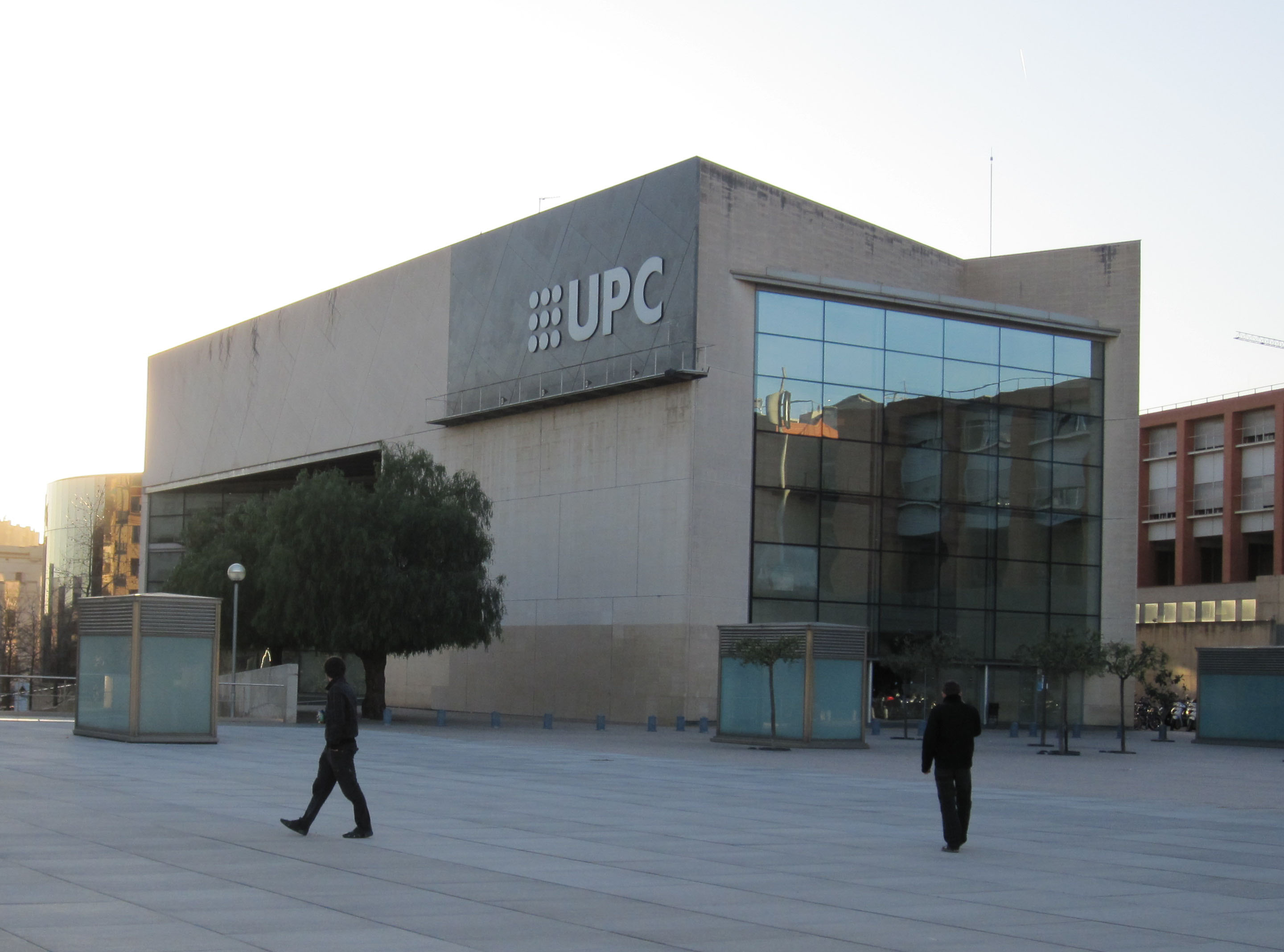
Бібліотека UPC
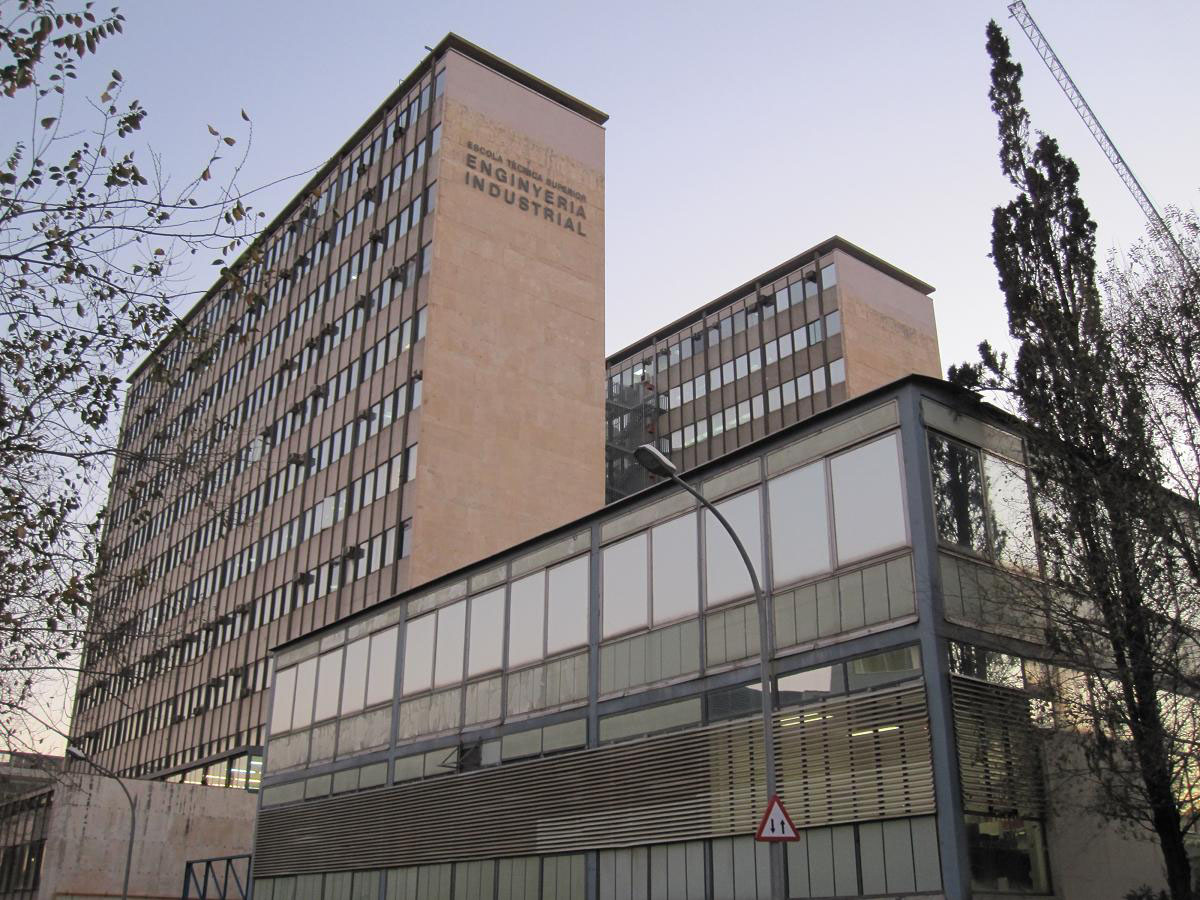
Школа промислової інженерії Барселони (ETSEIB)
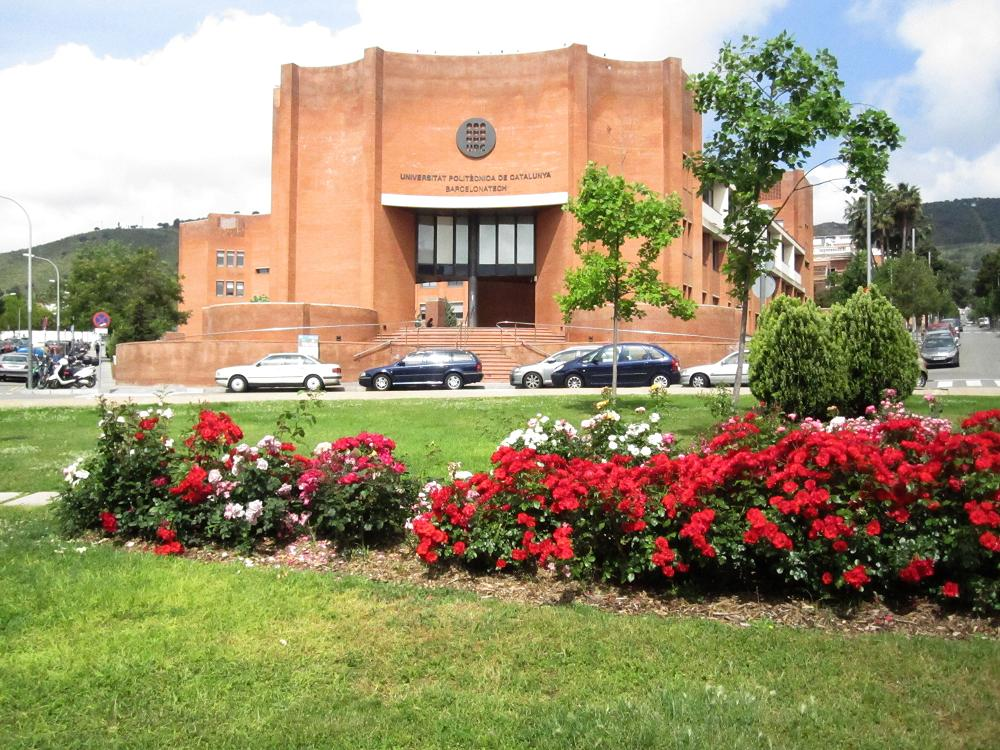
Vertex Building
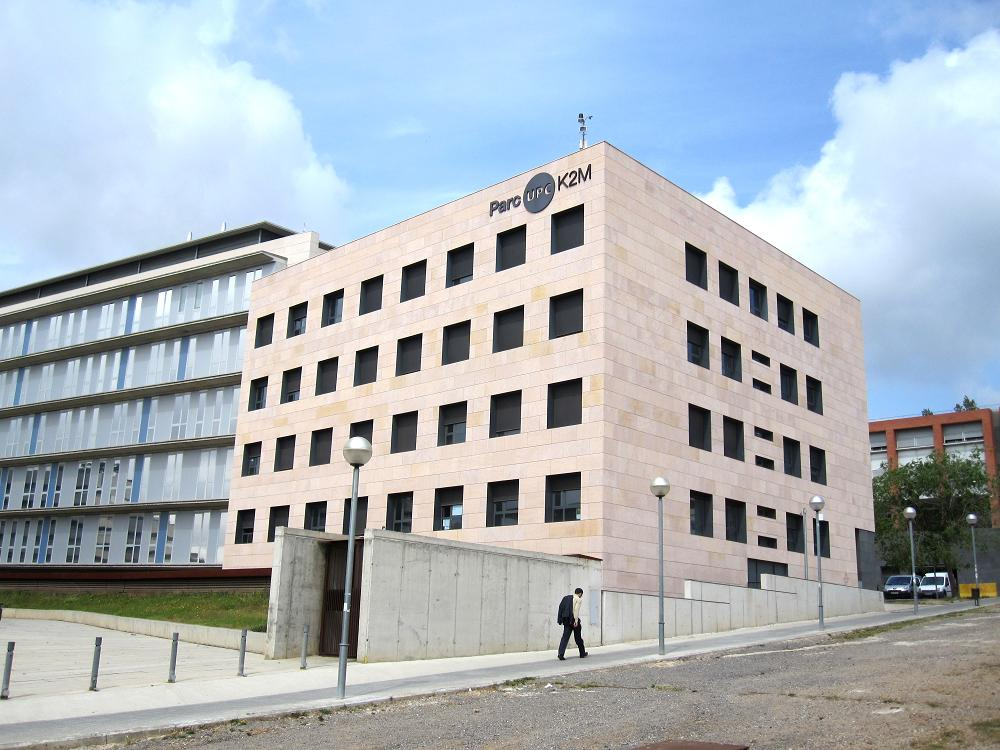
Будівля К2М